# 自助論
『自助論』（じじょろん、Self-Help）は、1859年発行のサミュエル・スマイルズ著の自己啓発書である。300人以上の欧米人の成功談を集め論じたものであり、自己啓発書の原点である。

## 概要
1859年にジョン・マレー社より出版された。序文の「天は自ら助くる者を助く」という言葉は有名である。

## 西国立志編
当時幕府の留学生だった中村正直が自助論を翻訳、『西国立志編』として1871年（明治4年）7月に日本で発売された。これは明治時代の終わりごろまでに100万部以上を売り上げた。

### 構成
1. 邦国および人民のみずから助くることを論ず
2. 新械器を発明創造する人を論ず
3. 陶工三大家、すなわちパリッシー、ベットガー、ウェッジウッド
4. 勤勉して心を用うること、および恒久に耐えて業をなすことを論ず
5. 幇助、すなわち機会を論ず、ならびに芸業を勉修することを論ず
6. 芸業を勉修する人を論ず
7. 貴爵の家を創めたる人を論ず
8. 剛毅を論ず
9. 職事を務むる人を論ず
10. 金銭の当然の用、およびその妄用を論ず
11. みずから修むることを論ず、ならびに難易を論ず
12. 儀範（また典型という）を論ず
13. 品行を論ず、すなわち真正の君子を論ず

### 教科書への使用
1872年に学制が公布されると、『西国立志編』は教科書として使用されるようになった。しかし1880年に当時の文部省が、君民一体、共和政治を志向する点で翻訳書を不適当とする。そして1883年に文部省が教科書を許可制にしたため、『西国立志編』は教科書として使用できなくなった。

## 単行本
- スマイルス 著、中村正直 訳『スマイルス自助論　西國立志編』柳田泉 校訂、冨山房〈冨山房百科 18〉、1938年7月。
- サミュエル・スマイルズ 著、中村正直 訳『西国立志編』渡部昇一 解説、講談社〈講談社学術文庫 527〉、1981年1月10日。ISBN 978-4-06-158527-0。
- サミュエル・スマイルズ『スマイルズの世界的名著　自助論――深く考える習慣が、自分の限界を破る！』竹内均、三笠書房〈知的生きかた文庫〉、2002年。ISBN 4-8379-7239-X。
- サミュエル・スマイルズ『スマイルズの世界的名著　自助論――人生の師・人生の友・人生の書』竹内均、三笠書房、2003年。ISBN 4-8379-5630-0。
- サミュエル・スマイルズ『みずから運命の扉を開く法則　自助論Self-Help　完全現代語訳』齋藤孝、ビジネス社、2007年9月。ISBN 978-4-8284-1376-1。
- サミュエル・スマイルズ『富と品格をあわせ持つ成功法則　自助論Self-Help　完全現代語訳』齋藤孝、ビジネス社、2007年9月。ISBN 978-4-8284-1377-8。
- サミュエル・スマイルズ『イギリス流大人の気骨――スマイルズの『自助論』エッセンス版』山本史郎、講談社、2008年4月。ISBN 978-4-06-214557-2。
- サミュエル・スマイルズ『自助論　西国立志編　努力は必ず報われる』 上、中村正直訳、渡部昇一・宮地久子 現代語訳、幸福の科学出版、2009年10月。ISBN 978-4-86395-000-9。
- サミュエル・スマイルズ『自助論　西国立志編　努力は必ず報われる』 下、中村正直訳、渡部昇一・宮地久子 現代語訳、幸福の科学出版、2009年10月。ISBN 978-4-86395-001-6。
- サミュエル・スマイルズ『君たちは、どう生きるか　スマイルズ『自助論』　きょうは「運命」が開ける日！』齋藤孝訳・責任編集、イースト・プレス、2010年4月。ISBN 978-4-7816-0369-8。
- サミュエル・スマイルズ『現代語訳 西国立志編 スマイルズの『自助論』』中村正直訳、金谷俊一郎現代語訳、PHP研究所〈PHP新書856〉、2013年3月15日。ISBN 978-4-569-80119-3。

### 国立国会図書館デジタルコレクション
- 斯邁爾斯 (スマイルス)『西国立志編　原名・自助論』 全8冊、中村正直 訳、木平愛二 ほか、1871年7月。NDLJP:1080981 NDLJP:1080986 NDLJP:1080990 NDLJP:1080991 NDLJP:1080993 NDLJP:1080995 NDLJP:1080996 NDLJP:1080998。
- 斯邁爾斯 (スマイルス)『改正 西国立志編　原名・自助論』中村正直 訳、木平愛二 ほか、1876年10月24日。NDLJP:755558。
- 斯邁爾斯 (スマイルス) 原著『仮名読改正 西国立志編』 全3編、中村正直 原訳、中村秋香 和解、有終堂、1882年12月。NDLJP:755565 NDLJP:755566 NDLJP:755567。
- 斯邁爾斯 (スマイルス)『西国立志編　原名・自助論』中村正直 訳、秋元房治郎、1886年11月。NDLJP:755559。
- 斯邁爾斯 (スマイルス)『西国立志編　原名・自助論』中村正直 訳（4版）、自由閣、1887年11月（原著1887年1月）。NDLJP:755637。
- 斯邁爾斯 (スマイルス)『自助論　一名・西国立志編』中村正直 訳、銀花堂、1888年1月。NDLJP:755638。
- 斯邁爾斯 (スマイルス)『西国立志編　原名・自助論』中村正直 訳、文事堂、1888年4月7日。NDLJP:755562。
- 斯邁爾斯 (スマイルス)『西国立志編　原名・自助論』中村正直 訳、川勝鴻宝堂、1888年7月10日。NDLJP:755563。
- 斯邁爾斯 (スマイルス)『自助論　一名・西国立志編』中村正直 訳、偉業館、1888年11月7日。NDLJP:755639。
- 斯邁爾斯 (スマイルス)『改正 西国立志編　原名・自助論』中村正直 訳、博文館、1894年7月12日。NDLJP:755564。
- 斯邁爾斯 (スマイルス)『西国立志編　原名・自助論』 上・下、中村正直 訳、共同出版〈公民文庫 第2〉、1909-05-02・1909-06-12。NDLJP:755640 NDLJP:755641。
- 斯邁爾斯 (スマイルス)『西国立志編　原名・自助論』中村正直 訳述、脇阪要太郎 校訂、田中宋栄堂、1910年9月17日。NDLJP:755642。
- Samuel Smiles『改正 西国立志編　原名 自助論』中村正直 訳述（17版）、博文館、1916年10月20日（原著1915年2月18日）。NDLJP:1907628。